# Filippo Raguzzini

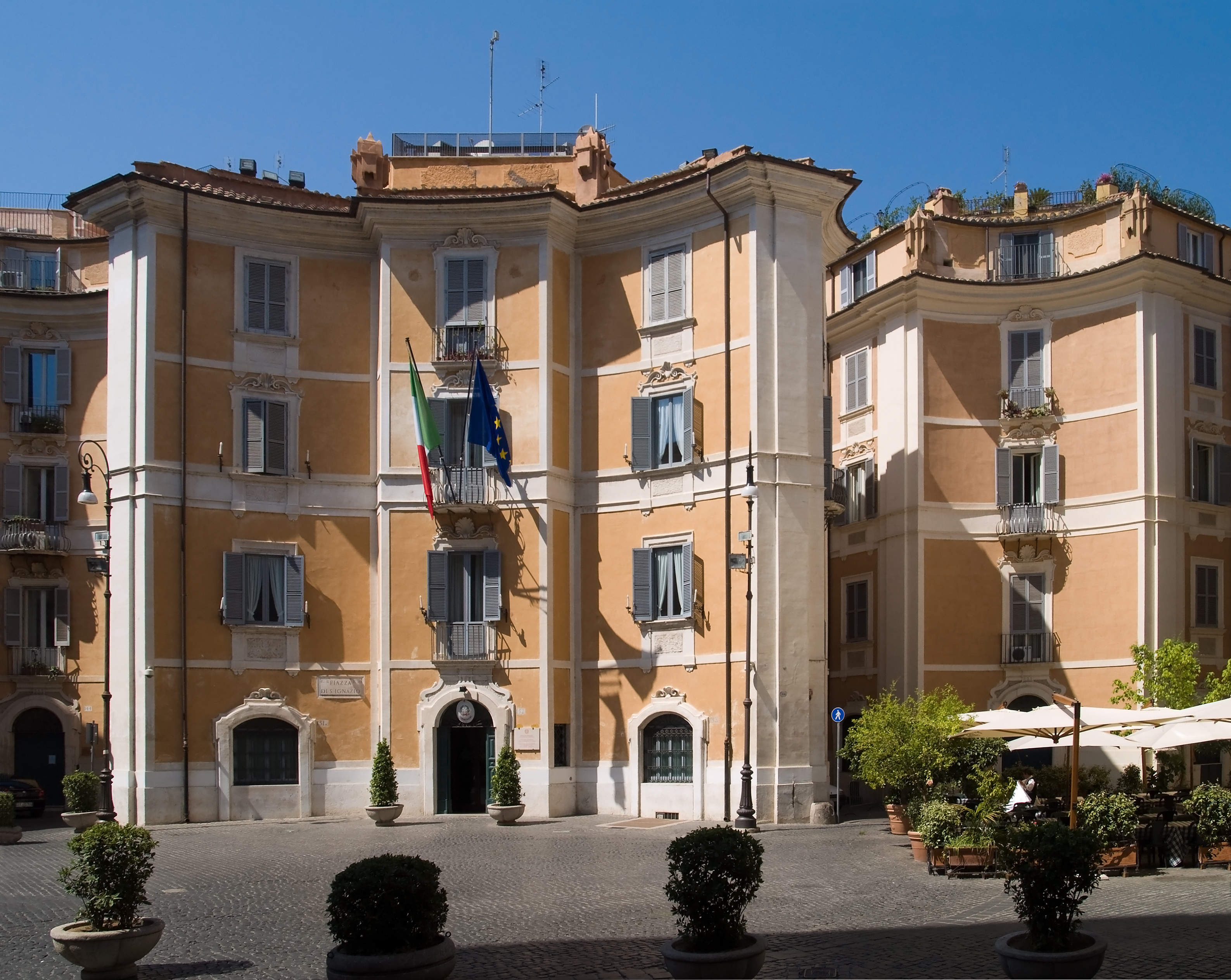
Piazza Sant'Ignazio, Roma.

Filippo Raguzzini (Nápoles, 19 de julio de 1680 - Roma, 21 de febrero de 1771) fue un arquitecto italiano del periodo rococó, activo sobre todo en Roma.
Formado en el ambiente napolitano como discípulo de Francesco Solimena, estudió la obra de Cortona y Borromini. Entre sus obras más destacadas se encuentran el Hospital y la iglesia de San Gallicano, y la Plaza de San Ignacio, todos ellos en la capital italiana.